# 交口红军东征革命遗址
交口红军东征革命遗址，位于山西省吕梁市交口县温泉乡、水头镇、桃红坡镇、双池镇、康城镇、石口乡，已列为山西省文物保护单位。

## 保护
2021年8月4日，交口红军东征革命遗址由山西省人民政府公布为第六批山西省文物保护单位，编号6-305。